# José Luis de Santos
José Luis de Santos Arribas (Soria, 12 de febrero de 1968) es un exciclista profesional y actual director deportivo español. Fue profesional entre 1991 y 1995 ininterrumpidamente. Pese a haber nacido en Soria, ha pasado la mayor parte de su vida en Segovia.
Su victoria en el campo amateur en el Circuito Montañés de 1990 le valió para dar su paso al profesionalismo de la mano del equipo Banesto, en el que permaneció sus cinco años de profesional.
Después de su retirada actuó como director técnico del equipo ciclista profesional Grupo Nicola Mateos-Murcia. Posteriormente pasó al equipo técnico de la Federación Española de Ciclismo, donde actuó como director de categorías inferiores. Desde el Campeonato Mundial de Ciclismo en Ruta de 2009, celebrado en Mendrisio (Suiza), se convirtió en el seleccionador del equipo profesional español. Se desempeñó en el cargo hasta el año 2012. Durante los cuatro mundiales que dirigió, la selección española consiguió dos medallas, ambas de bronce, en manos de Joaquim Rodríguez (en Mendrisio 2009) y de Alejandro Valverde (en Valkenburg 2012). Su sucesor fue Javier Mínguez.

## Palmarés
No consiguió victorias como ciclista profesional. 

## Equipos
- Banesto (1991-1995)